# Yed (distrito)
Distrito de Yed (somali:  Degmada Yeed) também conhecido como distrito de Yeed é um distrito da região sudoeste de Bakool na Somália. Sua capital é Yed.